# Municipalità di Dusheti
La municipalità di Dusheti (in georgiano დუშეთის მუნიციპალიტეტი?) è una municipalità georgiana di Mtskheta-Mtianeti.
Nel censimento del 2002 la popolazione si attestava a 33 636 abitanti. Nel 2014 il numero risultava essere 25 659.
La cittadina di Dusheti è il centro amministrativo della municipalità, la quale si estende su un'area di 2 982 km².

## Popolazione
Dal censimento del 2014 la municipalità risultava costituita da:
- Georgiani, 97,2%
- Osseti, 2,4%
- Russi, 0,2%
- Armeni, 0,1%

## Monumenti e luoghi d'interesse
- Dusheti
- Ananuri
- Bazaleti
- Bodorna
- Mutso
- Shatili
- Khevsureti
- Lebaiskari
- Pasanauri
- Bebris-Tsikhe